# Kärcher

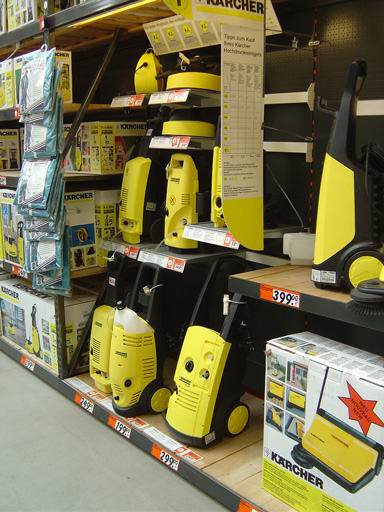
Produkty firmy

Alfred Kärcher GmbH & Co. KG, znana pod marką Kärcher – globalnie działająca niemiecka firma rodzinna z siedzibą w Winnenden, znana z produkcji urządzeń i systemów czyszczących, a zwłaszcza urządzeń wysokociśnieniowych. Firma Kärcher jest obecna w 47 krajach świata.

## Historia
Firma została założona w 1935 roku przez Alfreda Kärchera w dzielnicy Stuttgartu – Bad Cannstatt. W 1939 roku siedziba firmy została oficjalnie przeniesiona do Winnenden. Początkowo Kärcher zajmował się produkcją pieców przemysłowych, np. do hartowania metalu. Wraz z rozwojem pierwszego w Europie wysokociśnieniowego urządzenia czyszczącego DS 350 w roku 1950 firma zmieniła profil swojej działalności na produkcję maszyn czyszczących. Od tego czasu Kärcher odgrywa znaczącą rolę w rozwoju urządzeń wysokociśnieniowych, o czym świadczy posiadanie 381 patentów (stan na koniec 2010). Również asortyment został znacząco poszerzony i obejmuje dzisiaj: odkurzacze, myjnie samochodowe, parownice, środki czyszczące, szorowarki, urządzenia do czyszczenia suchym lodem, zamiatarki oraz myjki wysokociśnieniowe. Poza tym Kärcher oferuje pompy i systemy nawadniania.
W 1974 roku niebieskie kolory firmowe zostały zmienione na żółte. Od tego roku firma kierowana przez Irene Kärcher – wdowę po Alfredzie Kärcherze – skoncentrowała się na produkcji urządzeń wysokociśnieniowych. W 1984 roku pojawia się urządzenie HD 555 – pierwsze na świecie urządzenie czyszczące dla prywatnego odbiorcy.
W ramach sponsoringu kultury Kärcher wspierał prace czyszczenia znanych na całym świecie historycznych pomników i budynków, takich jak Space Needle w Seattle (2008), głów prezydentów na Mount Rushmore (2005), Kolosów Memnona w Egipcie (2003), kolumn wokół Placu Św. Piotra w Rzymie (1998), Bramy Brandenburskiej w Berlinie (1990) oraz Pomnika Chrystusa Odkupiciela w Rio de Janeiro (1980).
17 września 2009 roku w 50 rocznicę śmierci założyciela firmy w budynku dawnej fabryki zostało otwarte muzeum Kärcher.
W Polsce firma za sprawą swojego przedstawicielstwa – Kärcher sp. z o.o. jest obecna od 1993 roku.